# Powierzchniowo wzmocniona spektroskopia Ramana

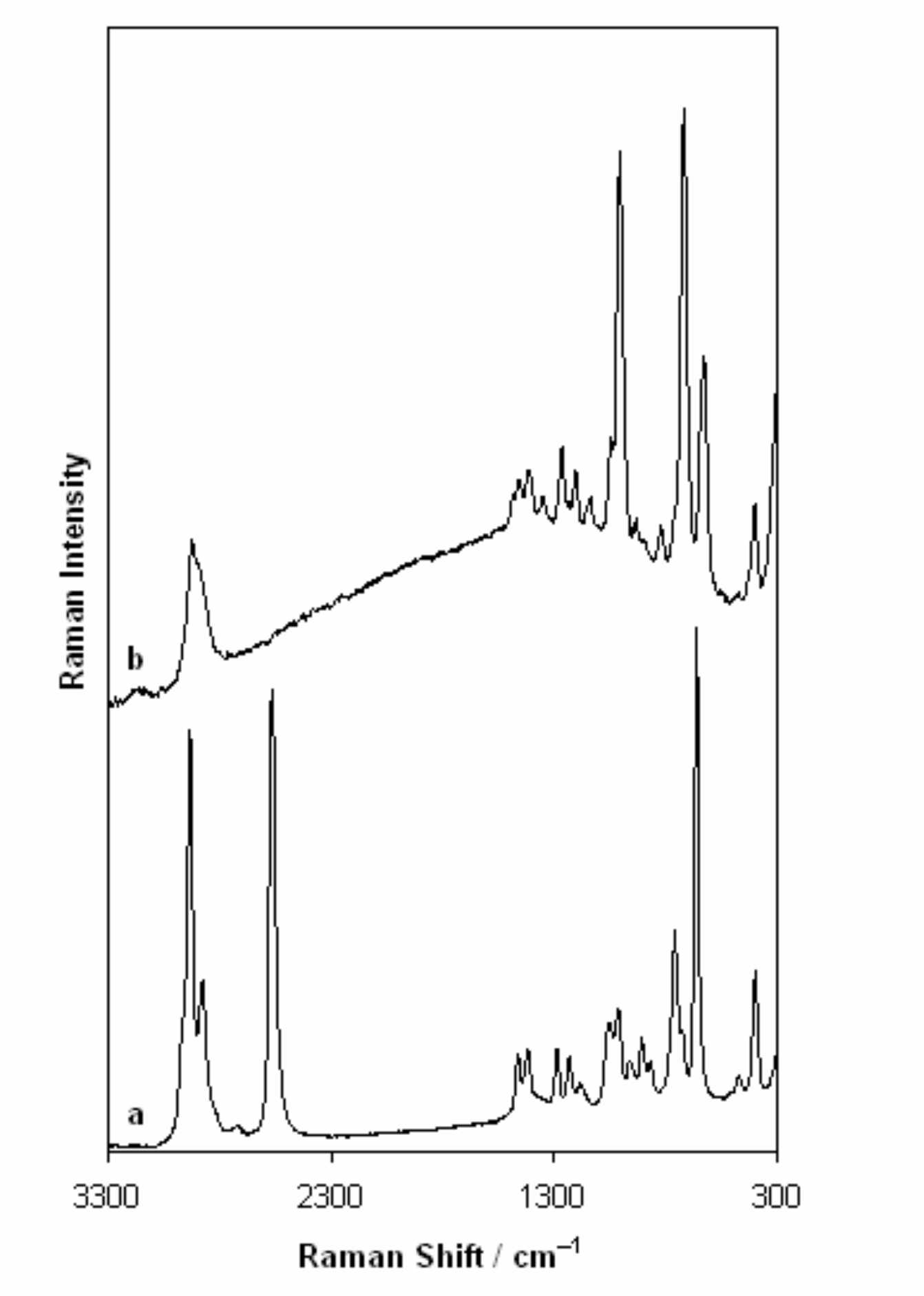
Widmo Ramana 2-merkaptoetanolu (HSCH_{2}CH_{2}OH) z roztworu (a) oraz osadzonego na elektrodzie srebrnej (b). Zjawisko wzmocnienia powierzchniowego powoduje, że mimo małego stężenia można zarejestrować dobrej jakości widmo substancji zaadsorbowanej. Widać też, że zmieniają się reguły wyboru: pewne pasma widoczne w widmie Ramana z roztworu są niewidoczne w widmie SERS i na odwrót.

Powierzchniowo wzmocniona spektroskopia ramanowska (ang. SERS: Surface Enhanced Raman Spectroscopy) – technika spektroskopowa polegająca na pomiarze promieniowania rozproszenia Ramana cząsteczek zaadsorbowanych na powierzchni metalu lub cząstki metalicznego zolu. Technika ta skutkuje znacznym wzmocnieniem mierzonego promieniowania w stosunku do klasycznego pomiaru ramanowskiego.
Pomiary SERS wykonuje się za pomocą zwykłego spektrometru ramanowskiego, osadzając przedtem badaną substancję na powierzchni elektrochemicznie schropowaconej elektrody (na ogół srebrnej) lub wytwarzając metaliczny zol (na ogół przez redukcję soli danego metalu), z którym substancja oddziałuje.

## Historia
Cząsteczki zawierające wolne pary elektronowe albo zajęte orbitale π charakteryzują się najsilniejszym wzmocnieniem. Jako pierwszy efekt ten został zaobserwowany dla pirydyny zaadsorbowanej na powierzchni srebra przez Martina Fleischmanna i współpracowników w 1974 roku. Przypisali oni jednak wysoką wartość sygnału wzrostowi obszaru powierzchni, a co za tym idzie większej liczbie cząsteczek zaadsorbowanych na jednostce powierzchni. 
W roku 1977 dwie grupy pracując niezależnie doszły do wniosku, że obserwowany efekt wzmocnienia sygnału w widmie pirydyny zaadsorbowanej na powierzchni nierównej elektrody srebrowej nie może być przypisany rozwinięciu powierzchni. Zaproponowano dwa mechanizmy wzmocnienia sygnału: Jeanmaire i Duyne - efekt elektromagnetyczny, a Albrecht i Creighton mechanizm przeniesienia ładunku (nazywany również chemicznym). Do dziś mechanizm wzmocnienia sygnału w widmie SERS jest kwestią dyskusyjną.

## Mechanizm
Rozmiar wzmocnienia zależy od szeregu czynników jak: 
- właściwości elektryczne metalu,
- odległości cząsteczek od powierzchni,
- orientacji cząsteczek względem prostej normalnej do powierzchni,
- energii promieniowania wypadkowego,
- morfologii powierzchni,
- rozmiaru i geometrii ułożenia cząsteczek tworzących powierzchnię.

Szczególnie ważna jest nierówność powierzchni, którą można zmieniać np. elektrochemicznie. Najlepsze ułożenie stanowią małe cząsteczki o średnicy mniejszej niż 100 nm albo atomowo nierówne powierzchnie.
Tylko niektóre metale jak złoto, srebro czy miedź mogą być użyte jako substraty w technologii SERS.
Istnieją dwa wyjaśnienia mechanizmu wzmocnienia - magnetyczny i chemiczny. Drugi mechanizm zakłada stworzenie przenoszącego ładunek kompleksu pomiędzy powierzchnią metalu a analizowanymi cząsteczkami. Molekuły zawierające wolne pary elektronowe lub zapełnione orbitale π, jak np. aromatyczne aminy i fenole, wykazują największy efekt wzmocnienia. Jest to także widoczne w innych bogatych w elektrony cząsteczkach jak kwasy karboksylowe.

### Teoria elektromagnetyczna
Kiedy częstość światła padającego jest zbliżona do częstości drgań plazmy, elektrony przewodnictwa na powierzchni metalu są wzbudzane do stanu nazywanego rezonansem powierzchniowych plazmonów. Cząsteczki zaadsorbowane na powierzchni doświadczają wyjątkowo silnego pola elektromagnetycznego. Obserwowany efekt zwiększenia intensywności pasma jest tak silny gdyż wzmocnienia następuje dwa razy: początkowo wzmocnienie pola potęguje intensywność światła padającego, potem sygnał rozproszenia Ramana jest potęgowany zgodnie z tym samym mechanizmem. Na każdym etapie promieniowanie jest proporcjonalne do kwadratu wzmocnienia pola elektrycznego, co w sumie daje łączne wzmocnienie sygnału proporcjonalne do czwartej potęgi wartości tego pola.
Wzmocnienie nie jest równe dla wszystkich częstości. Największe wzmocnienie uzyskuje się, kiedy częstość plazmowa ωp jest w rezonansie z padającym promieniowaniem. Dla tych częstości, dla których sygnał Ramana jest tylko nieznacznie przesunięty w stosunku do sygnału światła padającego, obie z nich mogą być blisko rezonansu z częstością plazmową – co prowadzi do wzmocnienia proporcjonalnego czwartej potęgi wartości pola elektrycznego. Jeśli jednak przesunięcie częstości jest znaczne, częstość światła padającego i sygnału ramanowskiego nie mogą być obie w rezonansie z częstością plazmową, stąd wzmocnienie nie może być maksymalne. 
Najsilniej wzmacniane są drgania normalne do powierzchni, stąd najlepszą morfologią dla wystąpienia powierzchniowego rezonansu plazmowego są małe cząsteczki (<100 nm) o atomowo nierównej powierzchni.
Wybór metalu, z którego będzie zbudowana powierzchnia jest także dyktowany przez rezonansową częstość plazmową. Przy widmach Ramana wykorzystywane jest światło widzialne i z zakresu bliskiej podczerwieni. Srebro i złoto są typowymi metalami dla eksperymentów SERS, ponieważ ich rezonansowe częstości plazmowe leża pomiędzy tymi długościami fali, co skutkuje maksymalnym wzmocnieniem właśnie dla światła widzialnego i bliskiej podczerwieni. Miedź jest kolejnym metalem, którego zakres absorpcji ma właściwe położenie dla eksperymentów SERS. 

### Teoria chemiczna
Podczas gdy teoria elektromagnetyczna może być zastosowana niezależnie od badanej cząsteczki, to jednak nie wyjaśnia w pełni stopnia wzmocnienia obserwowanego w wielu systemach. Dla wielu cząsteczek, zwłaszcza tych zawierających wolne pary elektronowe, za pomocą których molekuła może związać się z powierzchnią, został opisany zupełnie inny mechanizm powstania wzmocnienia, w którym nie biorą udziału powierzchniowe plazmony. Zakłada się, że wzmocnienie pochodzące od mechanizmu chemicznego pochodzi od pośredniego stanu tworzonego poprzez wiązanie substancji zaadsorbowanej z metalem. Orbitale molekularne takiej substancji zostają poszerzone przez interakcje z elektronami pasma przewodnictwa metalu. 
Campion odnotował bezpośredni dowód doświadczalny na istnienie mechanizmu chemicznego. Zauważył, że trudno jest obserwować przeniesienie ładunku z powodu występującego równolegle efektu elektromagnetycznego, który należało również brać pod uwagę. Ten problem rozwiązano wykonując pomiar na atomowo płaskiej, gładkiej powierzchni pojedynczego kryształu, gdzie efekty elektromagnetyczne były słabe i łatwo opisywalne. Badania dotyczyły pomiarów SERS bezwodnika piromelitowego (PMDA) na powierzchni miedzi(III).

## Reguły wyboru
Reguły wyboru dla SERS są zasadniczo takie same jak dla klasycznego efektu Ramana. Jednakże, ponieważ lokalne pole elektryczne jest silniejsze w kierunku normalnym do powierzchni, tylko drgania prostopadłe do powierzchni są silnie wzmacniane. Aby zoptymalizować efekt wzmocnienia częstość lasera musi pasować do częstości rezonansowej plazmy.
Nazwa SERS sugeruje, że widmo dostarcza tych samych informacji, co tradycyjne widmo ramanowskie, tylko że sygnał jest znacznie silniejszy. Widma SERS dla wielu eksperymentów są bardzo podobne do tych wykonanych bez powierzchniowego wzmocnienia, ale często obserwuje się różnice w występujących pasmach – mogą pojawiać się drgania nieobecne w tradycyjnym widmie, podczas gdy inne mogą znikać.
Drgania obserwowane w każdym eksperymencie spektroskopowym są zależne od symetrii cząsteczki i zwykle określane przez tak zwane reguły wyboru. Kiedy molekuła jest zaadsorbowana na powierzchni metalu, symetria układu może ulec zmianie, modyfikując jej symetrię. Zgodnie z zakazem alternatywnym drgania cząsteczek mające środek symetrii mogą być aktywne tylko w widmie w podczerwieni lub ramanowskim. Cząsteczki mogą utracić środek symetrii, kiedy zostają zaadsorbowane na powierzchni. Stąd możliwe jest pojawienie się w widmie SERS drgań, które normalnie pojawiają się tylko w widmie IR.
Symetria cząsteczki może być zmieniana w różny sposób w zależności od jej orientacji w stosunku do powierzchni na której jest zaadsorbowana. W niektórych eksperymentach SERS jest możliwe wyznaczenie tej orientacji, w związku z tym, że niektóre drgania będą aktywne w zależności od tego w jaki sposób symetria cząstki została zmodyfikowana.

## Wady i zalety

### Zalety
- Można używać laserów o długości fali mieszczącej się w zakresie widzialnym, w związku z czym występuje tylko niewielki sygnał od wody – można więc badać układy zawierające duże ilości wody.
- Technika jest wrażliwa i selektywna; możliwe jest wykrywanie molekuł o stężeniu poniżej 10-9 mol/l czy detekcja monowarstw adsorbatów. Klasycznym przykładem są eksperymenty z pirydyną. Przed stworzeniem monowarstwy uważa się, że pierścienie pirydyny są ułożono równolegle do płaszczyzny powierzchni. Wtedy rozpraszanie jest niewielkie gdyż główne zmiany polaryzowalności cząsteczek są równoległe do powierzchni. Kiedy gęstość powierzchniowa pirydyny rośnie, molekuły są zmuszane do przybrania bardziej wertykalnego ułożenia, co indukuje pojawienie się sygnału. Dodatkowo istnienie reguł wyboru pozwala badać naturę procesu powierzchniowego.
- Uzyskuje się efekt wygaszenia fluorescencji stanowiącej tło w klasycznych widmach ramanowskich.

### Wady
- Aby uzyskać silny efekt wzmocnienia należy użyć określonych powierzchni metalicznych, które należy przygotować w odpowiedni sposób.
- Silniejszy efekt wzmocnienie jest obserwowany dla niektórych rodzajów cząsteczek zaadsorbowanych, co czyni metodę podatniejszą na zakłócenia: zanieczyszczenia dające znacznie silniejsze sygnały mogą być wykrywane mimo ich znacznie mniejszego stężenia.
- Intensywność pasm zależy od tylko częściowo poznanych reguł wyboru i może się zmieniać w zależności od kąta ułożenia cząsteczek względem powierzchni i ich stopnia upakowania, co może prowadzić do trudności w przypisaniu pasm.
- Występuje tendencja do fotorozkładu na powierzchni badanej próbki. Otrzymywane charakterystyczne szerokie pasma mogą być prawdopodobnie przypisane produktom rozkładu.

## Zastosowania

### Badania polimerów
Możliwość badania powierzchni in situ została wykorzystana w chemii polimerów do charakterystyki powierzchni pod kątem objętości i geometrii grup bocznych polimerów, a także uzyskania informacji o wiązaniach w np. kompozytach polimer – metal.

### Badania korozji
Badania nad inhibitorami korozji wykorzystują efekt SERS. Dla inhibitora zaadsorbowanego na nierównej powierzchni metalu (zwłaszcza miedzi) możliwa jest specyficzna identyfikacja indywiduów chemicznych.

### Badania adsorpcji na powierzchni
SERS jest również ważną metodą badania adsorpcji powierzchniowej cząsteczek organicznych. Przykładem mogą być badania adsorpcji małych peptydów do powierzchni srebra.

### Badania biologiczne i biochemiczne

#### Badania pojedynczych komórek
Wykorzystując SERS możliwe jest badanie pojedynczych żywych komórek: np. SERS w komórkach wspierany koloidalnymi cząstkami złota stanowi wrażliwe i strukturalnie selektywne narzędzie do detekcji naturalnych związków chemicznych znajdujących się w komórce, jak np. DNA czy fenyloalanina oraz monitorowania ich wewnątrzkomórkowej dystrybucji.

#### Badania nad związkami biologicznie czynnymi i procesami biologicznymi
- Badania neurotransmiterów jak dopamina, norepinefryna, epinefryna, katechol stanowiące metodę konkurencyjną do wykorzystywanych w neurochemii pomiarów woltametrycznych.
- Analiza nukleotydów, nukleozydów i elementów składowych kwasów nukleinowych, rozwijanie sposobów detekcji w metodach chromatograficznych.
- SERS zastosowano również w połączeniu technikami skaningowymi do uzyskania ramanowskiego obrazowania DNA z rozdzielczością 100 nm.
- Badania fotosyntetycznych membran i cytochromów.
- Struktura wirusów i patogenów w kompleksach z błoną komórkową.
- Pomiary glukozy in vivo.
- Oddziaływania leków z białkami.
- Detekcji i rozróżniania pojedynczych organizmów jak np. bakterii.

- Detekcji i charakteryzacji modyfikacji posttranslacyjnych.

### Analiza śladowa
- Zanotowano, że możliwa jest detekcja pojedynczej cząsteczki za pomocą techniki SERS, co sugeruje, że sygnał może być wzmocniony nawet 1014 – 1015 razy. Ponadto dzięki dobrej adsorpcji analitu do powierzchni metalu uzyskuje się wygaszenie fluorescencji, często zakłócającej obraz widm ramanowskich. Oznacza to, że używając techniki SERS można zarejestrować wysokiej jakości widma ramanowskie dla bardzo niskich stężeń substancji badanej[1].
- Metodę SERS wykorzystuje się w analizie śladowej, np. do określenia śladowych zanieczyszczeń wody.

### Inne
SERS znajduje również szereg innych zastosowań jak np.:
- Ustalanie składu warstw fotoczułych barwników w błonach fotograficznych
- Detekcji i charakteryzacji barwników w obiektach archeologicznych i dziełach sztuki
- Materiały, które nie indukują wzmocnienia ramanowskiego samodzielnie mogą być osadzane jako ultracienkie warstwy na ramanowsko aktywnych powierzchniach, co poszerza zastosowanie SERS do cienkich warstw metalicznych, półprzewodnikowych i izolatorowych.

## Literatura
- Encyclopedia of Spectroscopy and Spectrometry, Part II (M-Z), 2000, Elsevier
- Handbook of Spectroscopy, 2003, Wiley
- Raman Spectroscopy for Chemical Analysis, R. L. McCreery, 2000, Wiley – Interscience
- Kneipp K., Kneipp H., Itzkan I., Dasari R., Feld M., Chem. Rev. 1999, 99, 2957-2975
- Herne T., Ahem A., Garrell R., JACS, 1991, 113, 846
- Kneipp K., Haka A., Kneipp H., Badizadegan K., Yoshizawa N., Boone C., Shafer – Peltier K., Motz J., Dasari R., Feld M., Applied Spectroscopy, 2002, 56, 2, 150-154
- Ni F., Cotton M., Anal. Chem. 1966, 58, 3159-3163
- Lee N. Hsieh Y., Paisley R., Morris M., Anal. Chem. 1988, 60, 442-446
- Dinh T., Hiromoto M., Begun G., Moody R., Anal. Chem. 1984, 56, 1667-1670
- Squaris J., Koglin E., Anal. Chem. 1007, 59, 527-530
- Carraba W., Edmonds R., Rauh D., Anal. Chem. 1987, 59, 2559-2563
- Brandt E., Anal. Chem. 1987, 59, 2559-2563
- Jarvis R., Goodacre R., Anal. Chem. 2004, 76, 40-47
- Sundararajan N., Mao D., Chan S., Koo T., Su X., Sun L., Zhang J., Sung K., Yamakawa M., Gafken P., Randolph T., McLerran D., Feng Z., Berlin A., Roth B., Anal. Chem. 2006, 78, 3543-3550
- Stuart D., Yuen J., Shah N., Lyandres O., Yonzon C., Glucksberg M., Walsh J., Van Duyne R., Anal. Chem. 2006, 78, 7211-7215
- Jang M., Cho I., Callahan P., J. Biochem. Mol. Biol., 1997, 30, 352
- Vandenabeele P.,Edwards H., Moens L., Chem. Rev. 2007, 107, 3, 675 - 686
- Bell S., Sirimuthu N., JACS, 2006, 128, 15580-15581
- Miskovsky P., Jancura D., Sanchez-Cortes S., Kocisova E., Chinsky L., JACS, 1998, 120, 6374-6379